# استرتون، راتلند
استرتون (به انگلیسی: Stretton) یک روستا و محله مدنی در بریتانیا است که در راتلند واقع شده‌است. استرتون ۷۷۰ نفر جمعیت دارد.